# 조 콜 (배우)
조 콜(Joe Cole, 1988년 11월 28일 ~ )은 잉글랜드의 배우이다. 2017년 영화 《어 프레이어 비폰 돈》을 통해 2018 영국 독립 영화상 시상식에서 남우주연상을 수상했다.

## 작품 목록

### 영화
- 나우 이즈 굿 (2012)
- 프레셔 (2015)
- 그린 룸 (2015)
- 시크릿 인 데어 아이즈 (2015)
- 어 프레이어 비폰 돈 (2017)
- 우드쇼크 (2017)
- 땡큐 포 유어 서비스 (2017)
- 해피 뉴 이어, 콜린 버스테드 (2018)

### 텔레비전
- 피키 블라인더스 (2013-17)
- 블랙 미러 : 에피소드 "Hang the DJ" (2017)